# Selección de fútbol de Kosovo
La selección de fútbol de Kosovo (en albanés: Përfaqësuesja e futbollit e Kosovës, en serbio: Фудбалска репрезентација Косова/Fudbalska reprezentacija Kosova) es el equipo representativo del país en las competiciones oficiales. Controlada por la Federación de Fútbol de Kosovo, es miembro oficial desde el mes de mayo de 2016 de la FIFA y de la UEFA.

## Historia
La Declaración de independencia de Kosovo, unilateralmente de Serbia sucedida el 17 de febrero del 2008 y el Reconocimiento internacional de la independencia de Kosovo de forma limitada en el contexto europeo y mundial dificultó el ingreso de este territorio como miembro pleno a la FIFA y a la UEFA en los últimos ocho años.
El día 24 de octubre de 2008, la FIFA a través de su comité ejecutivo estableció que la selección de Kosovo no puede jugar partidos amistosos ya que no es una nación plenamente reconocida de conformidad con el artículo 10 de los estatutos de la entidad.
El 22 de mayo de 2012 la FIFA levantó este veto permitiendo a todas las selecciones organizar encuentros con la selección de Kosovo. No obstante la Federación de Fútbol de Serbia elevó una protesta y la federación internacional decidió en diciembre del mismo año que sus seleccionados únicamente podría disputar a nivel internacional amistosos de juveniles, amateurs, mujeres y clubes.
El 13 de enero de 2014 se ratificó la medida para que los miembros de la FIFA pudiesen disputar amistosos con Kosovo, pero con limitaciones ya que los clubes y selecciones kosovares no podrán exhibir símbolos nacionales ni interpretar himnos nacionales, aunque sí exhibir uniformes donde se lea el nombre del país.
El 8 de septiembre de 2014 la selección de Kosovo ganó su primer partido amistoso oficial internacional autorizado por la FIFA ante Omán con marcador de (1:0).
A finales del año 2015 hubo reuniones entre la FIFA y la UEFA sobre la posibilidad de aceptar a la selección Kosovar como miembro pleno de sus organizaciones para que ellos puedan disputar las eliminatorias de la Eurocopa 2020 y mundialistas a partir del año 2018.
El día 3 de mayo de 2016 se oficializó la entrada de Kosovo como el miembro número 55 de la UEFA y después el día 13 de mayo de 2016 es admitida como el miembro número 210 de la FIFA y por ende ya pueden disputar partidos eliminatorios para clasificar en un futuro al mundial de fútbol.
El 5 de septiembre de 2016 jugaba su primer partido oficial correspondiente a la clasificación para el Mundial de Rusia de 2018. El partido acabó con un meritorio empate (1-1) ante Finlandia en partido celebrado en el país nórdico. El encargado de marcar el primer gol oficial fue Valon Berisha de penalti.
El 10 de septiembre de 2018 consigue su primera victoria oficial como selección UEFA al vencer por 2 goles a Islas Feroe por la Liga de Naciones de la UEFA 2018-19
En la Clasificación para la Eurocopa 2020, quedó tercero en su grupo de eliminatoria por detrás de selecciones como Inglaterra y República Checa. Pero por su desempeño en la Liga de Naciones de la UEFA 2018-19, en donde quedó primera de su grupo, logró asegurar un puesto en la zona de Play-Off para lograr acceder al torneo por primera vez en su historia.

## Últimos partidos y próximos encuentros
Actualizado al último partido jugado el 9 de junio de 2025
| Fecha      | Ciudad    | Local     | Resultado | Visitante | Competición                          |
| ---------- | --------- | --------- | --------- | --------- | ------------------------------------ |
| 09-09-2024 | Lárnaca   | Chipre    | 0:4       | Kosovo    | Liga de Naciones UEFA 24/25          |
| 12-10-2024 | Kaunas    | Lituania  | 1:2       | Kosovo    | Liga de Naciones UEFA 24/25          |
| 15-10-2024 | Pristina  | Kosovo    | 3:0       | Chipre    | Liga de Naciones UEFA 24/25          |
| 15-11-2024 | Bucarest  | Rumania   | 3:0 (W/O) | Kosovo    | Liga de Naciones UEFA 24/25          |
| 18-11-2024 | Pristina  | Kosovo    | 1:0       | Lituania  | Liga de Naciones UEFA 24/25          |
| 20-03-2025 | Pristina  | Kosovo    | 2:1       | Islandia  | Play-off Liga de Naciones UEFA 24/25 |
| 23-03-2025 | Murcia    | Islandia  | 1:3       | Kosovo    | Play-off Liga de Naciones UEFA 24/25 |
| 06-06-2025 | Pristina  | Kosovo    | 5:2       | Armenia   | Partido amistoso                     |
| 09-06-2025 | Pristina  | Kosovo    | 4:2       | Comoras   | Partido amistoso                     |
| 05-09-2025 | Basilea   | Suiza     | -:-       | Kosovo    | Clasificación Copa Mundial 2026      |
| 08-09-2025 | Pristina  | Kosovo    | -:-       | Suecia    | Clasificación Copa Mundial 2026      |
| 10-10-2025 | Pristina  | Kosovo    | -:-       | Eslovenia | Clasificación Copa Mundial 2026      |
| 13-10-2025 | Solna     | Suecia    | -:-       | Kosovo    | Clasificación Copa Mundial 2026      |
| 15-11-2025 | Liubliana | Eslovenia | -:-       | Kosovo    | Clasificación Copa Mundial 2026      |
| 18-11-2025 | Pristina  | Kosovo    | -:-       | Suiza     | Clasificación Copa Mundial 2026      |

## Uniforme
Antes de la declaración de independencia de 2008 el uniforme era con colores rojo y negro con cambios leves, pero después de la independencia pasó a ser azul y amarillo. El 5 de octubre de 2016 Kosovo firmó un contrato con la empresa española Kelme por cuatro años para los uniformes tras su afiliación a UEFA y FIFA. El 23 de febrero de 2022 Kosovo firmó con la empresa italiana Erreà un contrato de tres años para hacer los uniformes de Kosovo.

### Evolución

#### Titular
| 2008–09 | 2009–11 | 2011–12 | 2012–13 | 2013–14 | 2014–16 | 2016–18 | 2018–21 | 2021–23 |

#### Alternativo
| 2008–09 | 2009–11 | 2011–12 | 2012–13 | 2013–14 | 2014–16 | 2016–18 | 2018–21 | 2021–23 |

#### Tercero
| 2016–18 | 2018–21 | 2021–23 |

#### Otros/Especiales
| Local antes de la independencia | Visita antes de la independencia | Vs Finlandia en su primer partido de competición en septiembre de 2016 |

#### Proveedores
| Proveedor | Periodo       | Contrato              | Contrato           |
| Proveedor | Periodo       | Anuncio               | Duración           |
| --------- | ------------- | --------------------- | ------------------ |
| Legea     | 2014          | Marzo 2014            | Marzo 2014         |
| Puma      | 2014          | Mayo 2014             | Mayo 2014          |
| Legea     | 2014          | Septiembre 2014       | Septiembre 2014    |
| Umbro     | 2015          | Octubre 2015          | Noviembre 2015     |
| Puma      | 2016          | Junio 2016            | Junio 2016         |
| Kelme     | 2016–2018     | 5 de octubre de 2016  | 2016–2020 (4 años) |
| Fourteen  | 2018–2022     | 16 de junio de 2018   | 2018–2022 (4 años) |
| Erreà     | 2023–presente | 23 de febrero de 2023 | 2023–2026 (3 años) |

## Jugadores

### Última convocatoria
Los siguientes jugadores fueron convocados para los partidos contra Islandia de la Liga de Naciones celebrados los días 20 y 23 de marzo de 2025.
| N.º | Nombre           | Posición      | Edad    | PJ | Goles | Club                |
| --- | ---------------- | ------------- | ------- | -- | ----- | ------------------- |
| 1   | Faton Maloku     | Portero       | 34 años | 0  | 0     | Drita               |
| 12  | Visar Bekaj      | Portero       | 28 años | 9  | 0     | Hatayspor           |
| 16  | Amir Saipi       | Portero       | 25 años | 2  | 0     | Lugano              |
| 2   | Dion Gallapeni   | Defensa       | 20 años | 1  | 0     | Pristina            |
| 3   | Fidan Aliti      | Defensa       | 31 años | 60 | 1     | Alanyaspor          |
| 4   | Ilir Krasniqi    | Defensa       | 25 años | 11 | 0     | Kolos Kovalivka     |
| 5   | Lumbardh Dellova | Defensa       | 26 años | 15 | 2     | CSKA Sofía          |
| 13  | Amir Rrahmani    | Defensa       | 31 años | 64 | 7     | Napoli              |
| 15  | Mërgim Vojvoda   | Defensa       | 30 años | 63 | 2     | Como                |
| 22  | Andi Hoti        | Defensa       | 22 años | 1  | 0     | Dynamo Dresde       |
| 23  | Leart Paqarada   | Defensa       | 31 años | 35 | 1     | Colonia             |
| 6   | Elvis Rexhbeçaj  | Mediocampista | 27 años | 7  | 1     | Augsburgo           |
| 8   | Florent Muslija  | Mediocampista | 27 años | 30 | 1     | Friburgo            |
| 14  | Qëndrim Zyba     | Mediocampista | 24 años | 4  | 0     | Slovan Liberec      |
| 19  | Lindon Emërllahu | Mediocampista | 22 años | 8  | 0     | CFR Cluj            |
| 20  | Vesel Demaku     | Mediocampista | 25 años | 2  | 0     | SCR Altach          |
| 21  | Lirjon Abdullahu | Mediocampista | 17 años | 0  | 0     | Stuttgarter Kickers |
| 7   | Milot Rashica    | Delantero     | 29 años | 61 | 1     | Beşiktaş            |
| 9   | Albion Rrahmani  | Delantero     | 24 años | 13 | 1     | Sparta Praga        |
| 10  | Emir Sahiti      | Delantero     | 26 años | 7  | 1     | Hamburgo            |
| 11  | Baton Zabërgja   | Delantero     | 24 años | 0  | 0     | Dinamo Tirana       |
| 17  | Ermal Krasniqi   | Delantero     | 26 años | 10 | 2     | Sparta Praga        |
| 18  | Vedat Muriqi     | Delantero     | 31 años | 60 | 31    | Mallorca            |
| DT  | Franco Foda      | Entrenador    | 59 años | 11 | 0     |                     |

### Más apariciones

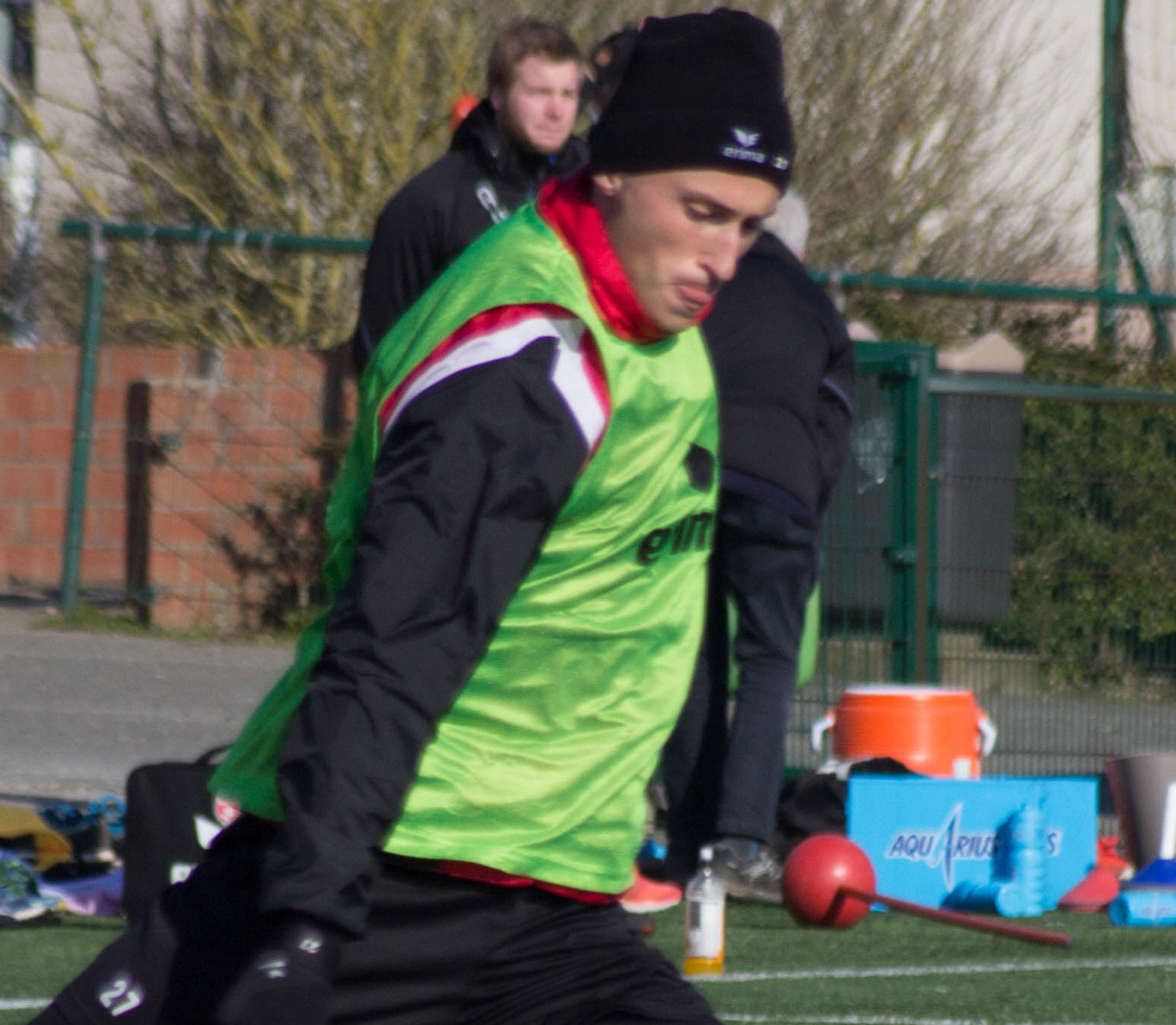
Mërgim Vojvoda actualmente es el tercer jugador con más apariciones con Kosovo.

- Actualizado al 14 de febrero de 2024.[14][15]

| #  | Nombre         | Apariciones | Goles | Pos. | Periodo |
| -- | -------------- | ----------- | ----- | ---- | ------- |
| 1  | Milot Rashica  | 53          | 11    | MED  | 2016–   |
| 2  | Vedat Muriqi   | 51          | 26    | DEL  | 2016–   |
| 2  | Amir Rrahmani  | 51          | 6     | DEF  | 2014–   |
| 2  | Fidan Aliti    | 51          | 1     | DEF  | 2017–   |
| 5  | Mërgim Vojvoda | 46          | 2     | DEF  | 2017–   |
| 6  | Valon Berisha  | 38          | 4     | MED  | 2016–   |
| 7  | Samir Ujkani   | 36          | 0     | POR  | 2014–   |
| 7  | Arijanet Muric | 36          | 0     | POR  | 2018-   |
| 9  | Bersant Celina | 35          | 2     | MED  | 2014–   |
| 10 | Arbër Zeneli   | 33          | 9     | MED  | 2016–   |

### Goleadores

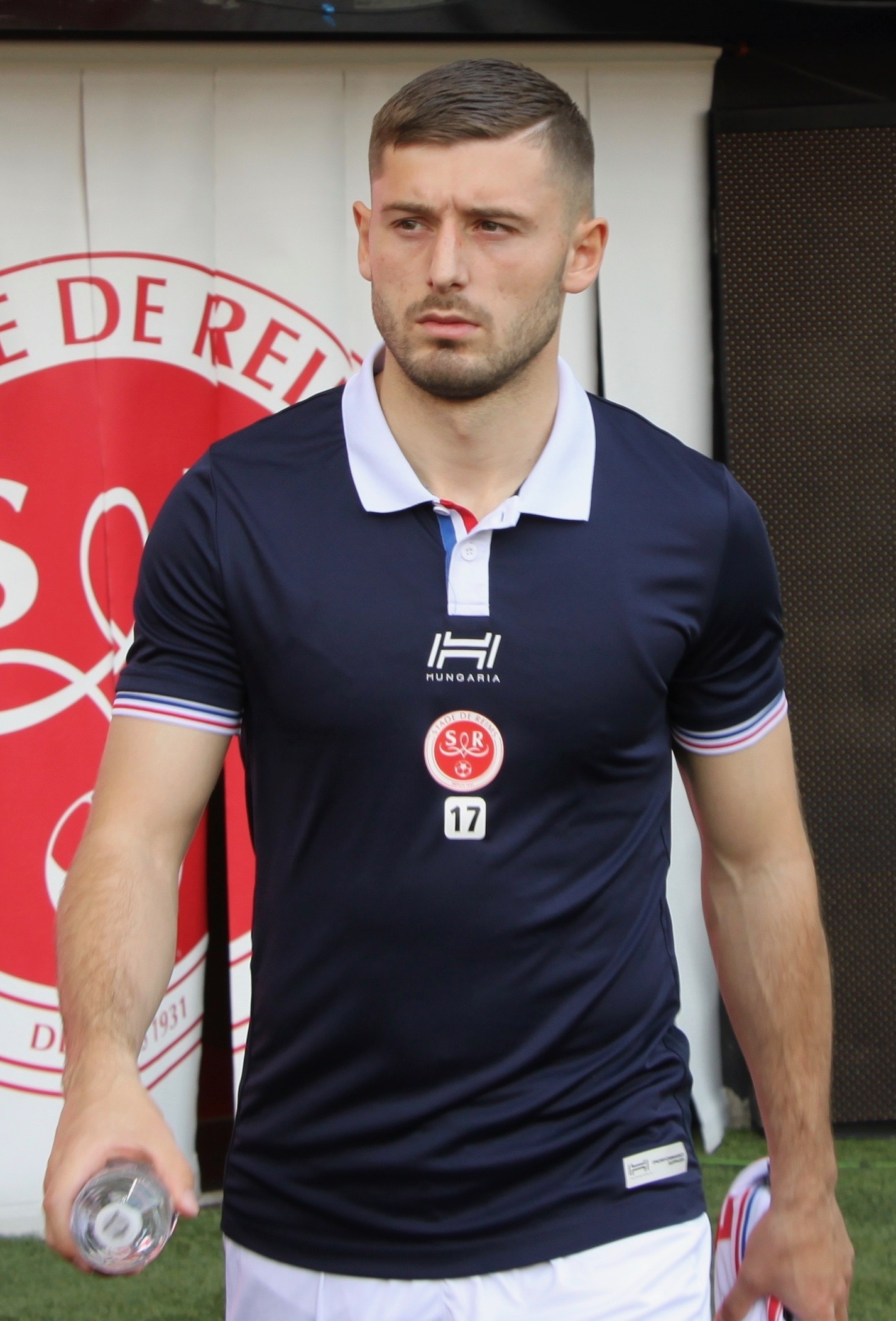
Arbër Zeneli actualmente es el segundo goleador histórico con Kosovo.

- Actualizado al 14 de febrero de 2024.[16]

| # | Nombre           | Goles | Apariciones | Promedio | Periodo   |
| - | ---------------- | ----- | ----------- | -------- | --------- |
| 1 | Vedat Muriqi     | 26    | 51          | 0.5      | 2016–     |
| 3 | Milot Rashica    | 11    | 53          | 0.21     | 2016–     |
| 2 | Arbër Zeneli     | 9     | 33          | 0.27     | 2016–     |
| 4 | Amir Rrahmani    | 6     | 51          | 0.12     | 2014–     |
| 5 | Elbasan Rashani  | 5     | 25          | 0.21     | 2015–     |
| 6 | Benjamin Kololli | 4     | 24          | 0.17     | 2016–     |
| 6 | Valon Berisha    | 4     | 38          | 0.11     | 2016–     |
| 6 | Edon Zhegrova    | 4     | 30          | 0.13     | 2018–     |
| 8 | Albert Bunjaku   | 3     | 6           | 0.5      | 2014–2016 |
| 8 | Atdhe Nuhiu      | 3     | 19          | 0.16     | 2017–2020 |
| 8 | Besar Halimi     | 3     | 35          | 0.09     | 2015–2021 |

## Entrenadores
| Nombre               | Periodo     |
| -------------------- | ----------- |
| Fehmiu ? Arsim Fehmi | 1967 - ?    |
| unknown              | 1967 – 1993 |
| Ajet Shosholli       | 1993–2002   |
| Sokoli               | 2002 – 2005 |
| Muharrem Sahiti      | 2005 – 2006 |
| Edmond Rugova        | 2006–2009   |
| Albert Bunjaki       | 2009–2017   |
| Bernard Challandes   | 2018 - 2021 |
| Alain Giresse        | 2022 - 2023 |
| Primož Gliha         | 2023 - 2024 |
| Franco Foda          | 2024 - Act. |

## Estadísticas

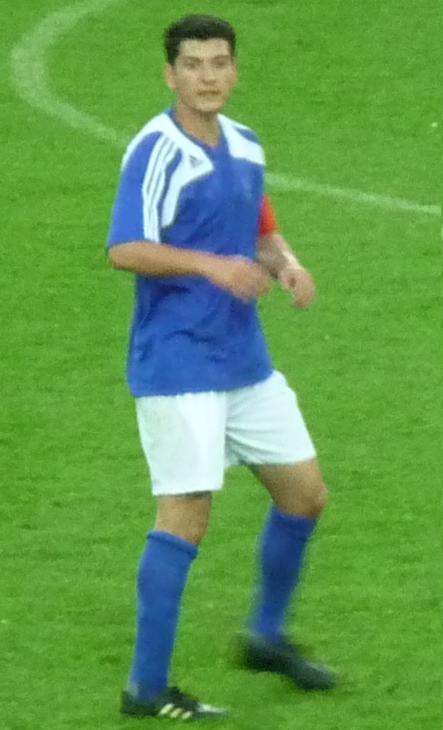
Anel Raskaj, capitán de la selección de Kosovo en 2010.

### Copa Mundial de Fútbol
| Copa Mundial de Fútbol | Copa Mundial de Fútbol                          | Copa Mundial de Fútbol                          | Copa Mundial de Fútbol                          | Copa Mundial de Fútbol                          | Copa Mundial de Fútbol                          | Copa Mundial de Fútbol                          | Copa Mundial de Fútbol                          |
| Año                    | Ronda                                           | J                                               | G                                               | E                                               | P                                               | GF                                              | GC                                              |
| ---------------------- | ----------------------------------------------- | ----------------------------------------------- | ----------------------------------------------- | ----------------------------------------------- | ----------------------------------------------- | ----------------------------------------------- | ----------------------------------------------- |
| 1930 - 1990            | Parte de Yugoslavia                             | Parte de Yugoslavia                             | Parte de Yugoslavia                             | Parte de Yugoslavia                             | Parte de Yugoslavia                             | Parte de Yugoslavia                             | Parte de Yugoslavia                             |
| 1994 - 2006            | Parte de RP de Yugoslavia / Serbia y Montenegro | Parte de RP de Yugoslavia / Serbia y Montenegro | Parte de RP de Yugoslavia / Serbia y Montenegro | Parte de RP de Yugoslavia / Serbia y Montenegro | Parte de RP de Yugoslavia / Serbia y Montenegro | Parte de RP de Yugoslavia / Serbia y Montenegro | Parte de RP de Yugoslavia / Serbia y Montenegro |
| 2010                   | No participó                                    | No participó                                    | No participó                                    | No participó                                    | No participó                                    | No participó                                    | No participó                                    |
| 2014                   | No participó                                    | No participó                                    | No participó                                    | No participó                                    | No participó                                    | No participó                                    | No participó                                    |
| 2018                   | No clasificó                                    | No clasificó                                    | No clasificó                                    | No clasificó                                    | No clasificó                                    | No clasificó                                    | No clasificó                                    |
| 2022                   | No clasificó                                    | No clasificó                                    | No clasificó                                    | No clasificó                                    | No clasificó                                    | No clasificó                                    | No clasificó                                    |
| 2026                   | Por disputarse                                  | Por disputarse                                  | Por disputarse                                  | Por disputarse                                  | Por disputarse                                  | Por disputarse                                  | Por disputarse                                  |
| 2030                   | Por disputarse                                  | Por disputarse                                  | Por disputarse                                  | Por disputarse                                  | Por disputarse                                  | Por disputarse                                  | Por disputarse                                  |
| 2034                   | Por disputarse                                  | Por disputarse                                  | Por disputarse                                  | Por disputarse                                  | Por disputarse                                  | Por disputarse                                  | Por disputarse                                  |
| Total                  | 0/22                                            | -                                               | -                                               | -                                               | -                                               | -                                               | -                                               |

### Eurocopa
| Eurocopa    | Eurocopa                                        | Eurocopa                                        | Eurocopa                                        | Eurocopa                                        | Eurocopa                                        | Eurocopa                                        | Eurocopa                                        |
| Año         | Ronda                                           | J                                               | G                                               | E                                               | P                                               | GF                                              | GC                                              |
| ----------- | ----------------------------------------------- | ----------------------------------------------- | ----------------------------------------------- | ----------------------------------------------- | ----------------------------------------------- | ----------------------------------------------- | ----------------------------------------------- |
| 1960 - 1992 | Parte de Yugoslavia                             | Parte de Yugoslavia                             | Parte de Yugoslavia                             | Parte de Yugoslavia                             | Parte de Yugoslavia                             | Parte de Yugoslavia                             | Parte de Yugoslavia                             |
| 1996 - 2004 | Parte de RP de Yugoslavia / Serbia y Montenegro | Parte de RP de Yugoslavia / Serbia y Montenegro | Parte de RP de Yugoslavia / Serbia y Montenegro | Parte de RP de Yugoslavia / Serbia y Montenegro | Parte de RP de Yugoslavia / Serbia y Montenegro | Parte de RP de Yugoslavia / Serbia y Montenegro | Parte de RP de Yugoslavia / Serbia y Montenegro |
| 2008        | Parte de Serbia                                 | Parte de Serbia                                 | Parte de Serbia                                 | Parte de Serbia                                 | Parte de Serbia                                 | Parte de Serbia                                 | Parte de Serbia                                 |
| 2012        | No participó                                    | No participó                                    | No participó                                    | No participó                                    | No participó                                    | No participó                                    | No participó                                    |
| 2016        | No participó                                    | No participó                                    | No participó                                    | No participó                                    | No participó                                    | No participó                                    | No participó                                    |
| 2020        | No clasificó                                    | No clasificó                                    | No clasificó                                    | No clasificó                                    | No clasificó                                    | No clasificó                                    | No clasificó                                    |
| 2024        | No clasificó                                    | No clasificó                                    | No clasificó                                    | No clasificó                                    | No clasificó                                    | No clasificó                                    | No clasificó                                    |
| Total       | 0/17                                            | -                                               | -                                               | -                                               | -                                               | -                                               | -                                               |

### Liga de Naciones de la UEFA
| Liga de Naciones de la UEFA | Liga de Naciones de la UEFA | Liga de Naciones de la UEFA | Liga de Naciones de la UEFA | Liga de Naciones de la UEFA | Liga de Naciones de la UEFA | Liga de Naciones de la UEFA | Liga de Naciones de la UEFA | Liga de Naciones de la UEFA | Liga de Naciones de la UEFA |
| Año                         | L                           | G                           | Ronda                       | J                           | G                           | E                           | P                           | GF                          | GC                          |
| --------------------------- | --------------------------- | --------------------------- | --------------------------- | --------------------------- | --------------------------- | --------------------------- | --------------------------- | --------------------------- | --------------------------- |
| 2018-19                     | D                           | 3                           | Primer lugar                | 6                           | 4                           | 2                           | 0                           | 15                          | 2                           |
| 2020-21                     | C                           | 3                           | Tercer lugar                | 6                           | 1                           | 2                           | 3                           | 4                           | 6                           |
| 2022-23                     | C                           | 2                           | Segundo lugar               | 6                           | 3                           | 0                           | 3                           | 11                          | 8                           |
| Total                       | Total                       | Total                       | 3/3                         | 18                          | 8                           | 4                           | 6                           | 30                          | 16                          |

## Ranking

### Clasificación FIFA
| 1993-2015                                                                                  | Kosovo no era miembro de la FIFA | Kosovo no era miembro de la FIFA | Kosovo no era miembro de la FIFA | Kosovo no era miembro de la FIFA | Kosovo no era miembro de la FIFA | Kosovo no era miembro de la FIFA | Kosovo no era miembro de la FIFA | Kosovo no era miembro de la FIFA | Kosovo no era miembro de la FIFA | Kosovo no era miembro de la FIFA | Kosovo no era miembro de la FIFA | Kosovo no era miembro de la FIFA | Kosovo no era miembro de la FIFA | Kosovo no era miembro de la FIFA | Kosovo no era miembro de la FIFA |
| 2016                                                                                       | Kosovo no era miembro de la FIFA | Kosovo no era miembro de la FIFA | Kosovo no era miembro de la FIFA | Kosovo no era miembro de la FIFA | Kosovo no era miembro de la FIFA | -                                | 190.º (66)                       | 190.º (66)                       | 168.º (135)                      | 164.º (135)                      | 165.º (135)                      | 165.º (135)                      |                                  |                                  |                                  |
| 2017                                                                                       | 166.º (135)                      | 165.º (135)                      | 164.º (135)                      | 170.º (112)                      | 172.º (112)                      | 173.º (112)                      | 177.º (90)                       | 180.º (90)                       | 184.º (67)                       | 183.º (67)                       | 174.º (97)                       | 178.º (97)                       |                                  |                                  |                                  |
| 2018                                                                                       | 178.º (97)                       | 177.º (97)                       | 176.º (97)                       | 152.º (164)                      | 152.º (164)                      | 141.º (197)                      | –                                | 141.º (1080)                     | 138.º (1092)                     | 137.º (1099)                     | 131.º (1113)                     | 131.º (1113)                     |                                  |                                  |                                  |
| 2019                                                                                       | –                                | 130.º (1113)                     | –                                | 127.º (1124)                     | –                                | 121.º (1149)                     | 120.º (1149)                     | –                                | 119.º (1164)                     | 114.º (1184)                     | 115.º (1174)                     | 115.º (1174)                     |                                  |                                  |                                  |
| 2020                                                                                       | –                                | 115.º (1174)                     | –                                | 115.º (1174)                     | –                                | 115.º (1174)                     | 115.º (1174)                     | –                                | 116.º (1167)                     | 116.º (1158)                     | 117.º (1155)                     | 117.º (1155)                     |                                  |                                  |                                  |
| 2021                                                                                       | –                                | 117.º (1155)                     | –                                | 120.º (1151.73)                  | 120.º (1151.73)                  | –                                | –                                | 115.º (1159.02)                  | 109.º (1176.28)                  | 113.º (1161.19)                  | 111.º (1163.05)                  | 111.º (1163.05)                  |                                  |                                  |                                  |
| 2022                                                                                       | –                                | 109.º (1163.05)                  | 107.º (1173.90)                  | –                                | –                                | 106.º (1183.90)                  | –                                | 106.º (1183.90)                  | –                                | 107.º (1187.01)                  | –                                | 107.º (1187.03)                  |                                  |                                  |                                  |
| 2023                                                                                       | –                                | –                                | –                                | 107.º (1186.26)                  | –                                | 108.º (1179.69)                  | 109.º (1179.69)                  | –                                | 111.º (1181.91)                  | 105.º (1190.74)                  | 101.º (1202.77)                  | 101.º (1202.77)                  |                                  |                                  |                                  |
| 2024                                                                                       | –                                | 102.º (1202.77)                  | –                                | 102.º (1205.85)                  | –                                | 105.º (1203.16)                  | 106.º (1203.16)                  | –                                |                                  |                                  |                                  |                                  |                                  |                                  |                                  |
| Posición promedio desde la creación de la Clasificación mundial de la FIFA: 146.ª posición |                                  |                                  |                                  |                                  |                                  |                                  |                                  |                                  |                                  |                                  |                                  |                                  |                                  |                                  |                                  |

Clasificación de la FIFA más alta: 101.º (30 de noviembre de 2023)

Clasificación de la FIFA más baja: 190.º (14 de julio de 2016)

Mejor progresión de la historia: +24 (12 de abril de 2018)

Peor progresión de la historia: -6 (6 de abril de 2017)

Colores: *Dorado =1.º puesto; *Plateado =2.o puesto; *Bronce =3.º puesto; *Celeste =Top 10.o; *Rosado =Peor posición